# Rue du Tibre
La rue du Tibre est une voie située dans le quartier de la Maison-Blanche du 13e arrondissement de Paris.

## Situation et accès
La rue du Tibre est une courte voie relativement étroite qui relie les rues Damesme et du Moulin-de-la-Pointe. Elle est desservie à proximité par la ligne 7 à la station Maison Blanche et la ligne 3a du tramway d'Île-de-France.

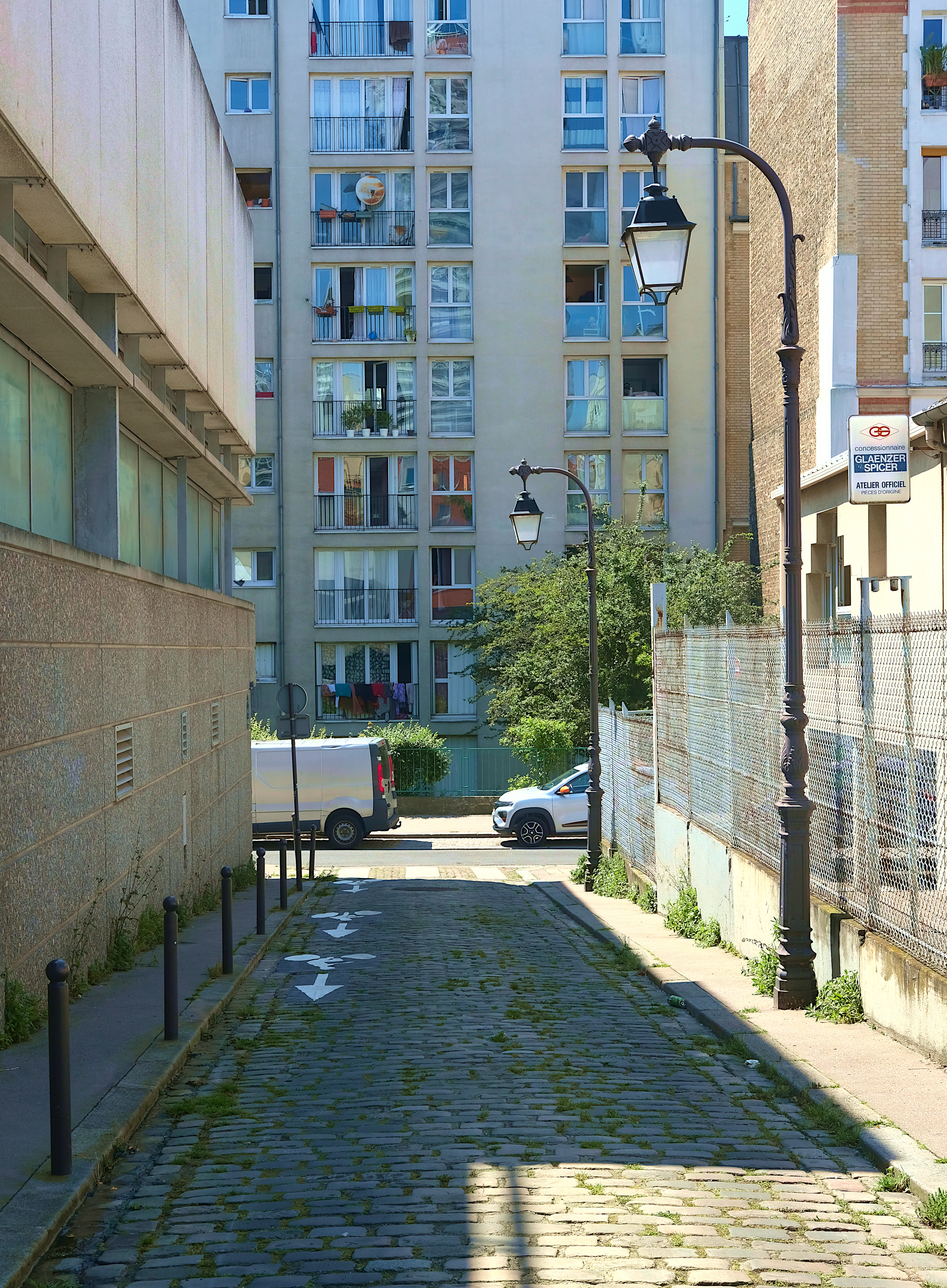
Le bas de la rue, en direction de la rue Damesme.
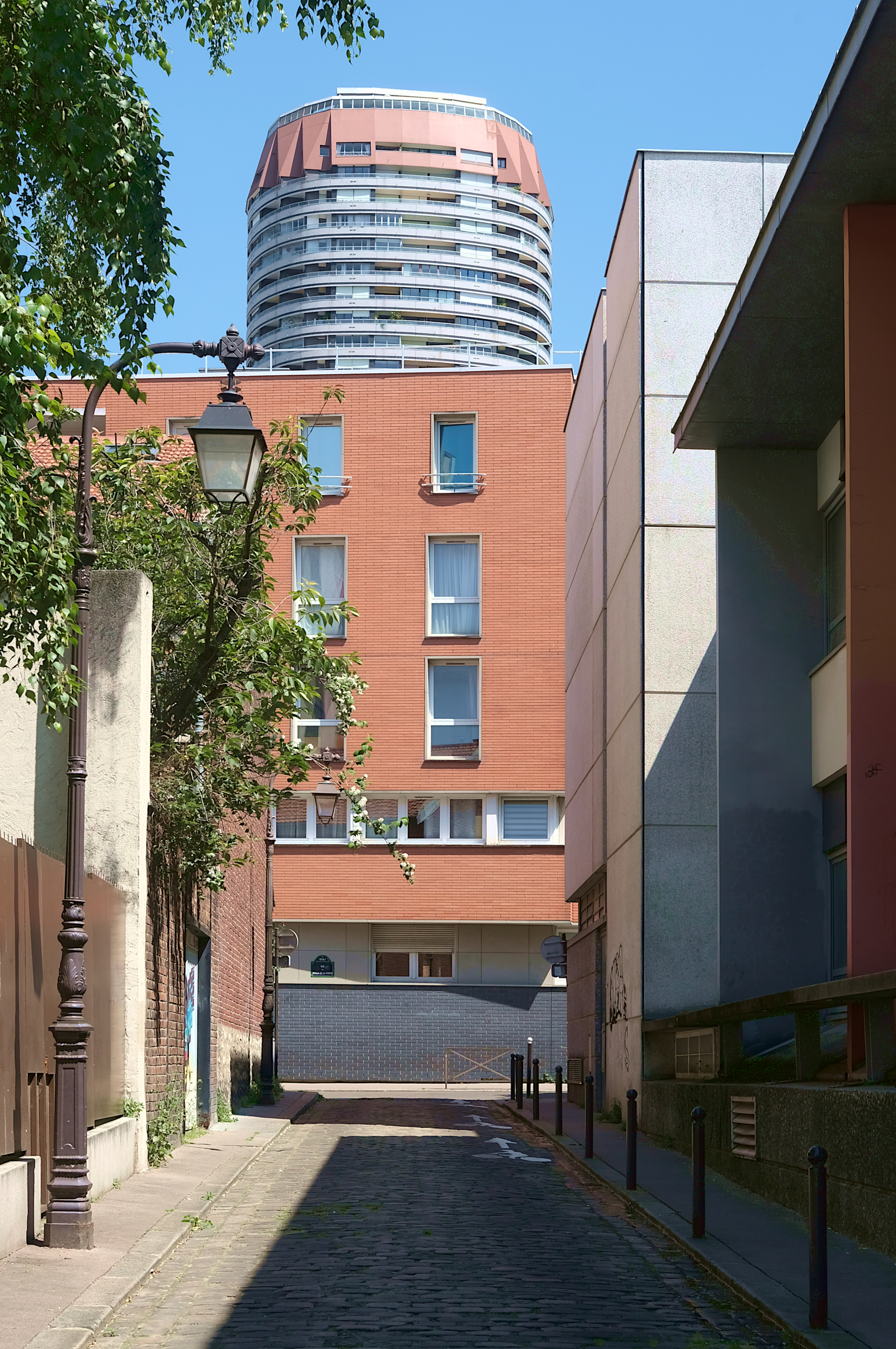
Le haut de la rue, en direction de la rue du Moulin-de-la-Pointe.

## Origine du nom
Cette voie porte le nom du fleuve italien, le Tibre, situé dans le Latium et passant à Rome.

## Historique
La voie est ouverte en 1935 sur une voie d'équarrissage de chevaux, sous le nom de « rue de la Fosse-aux-Chevaux » puis prend sa dénomination actuelle.

## Bâtiments remarquables et lieux de mémoire

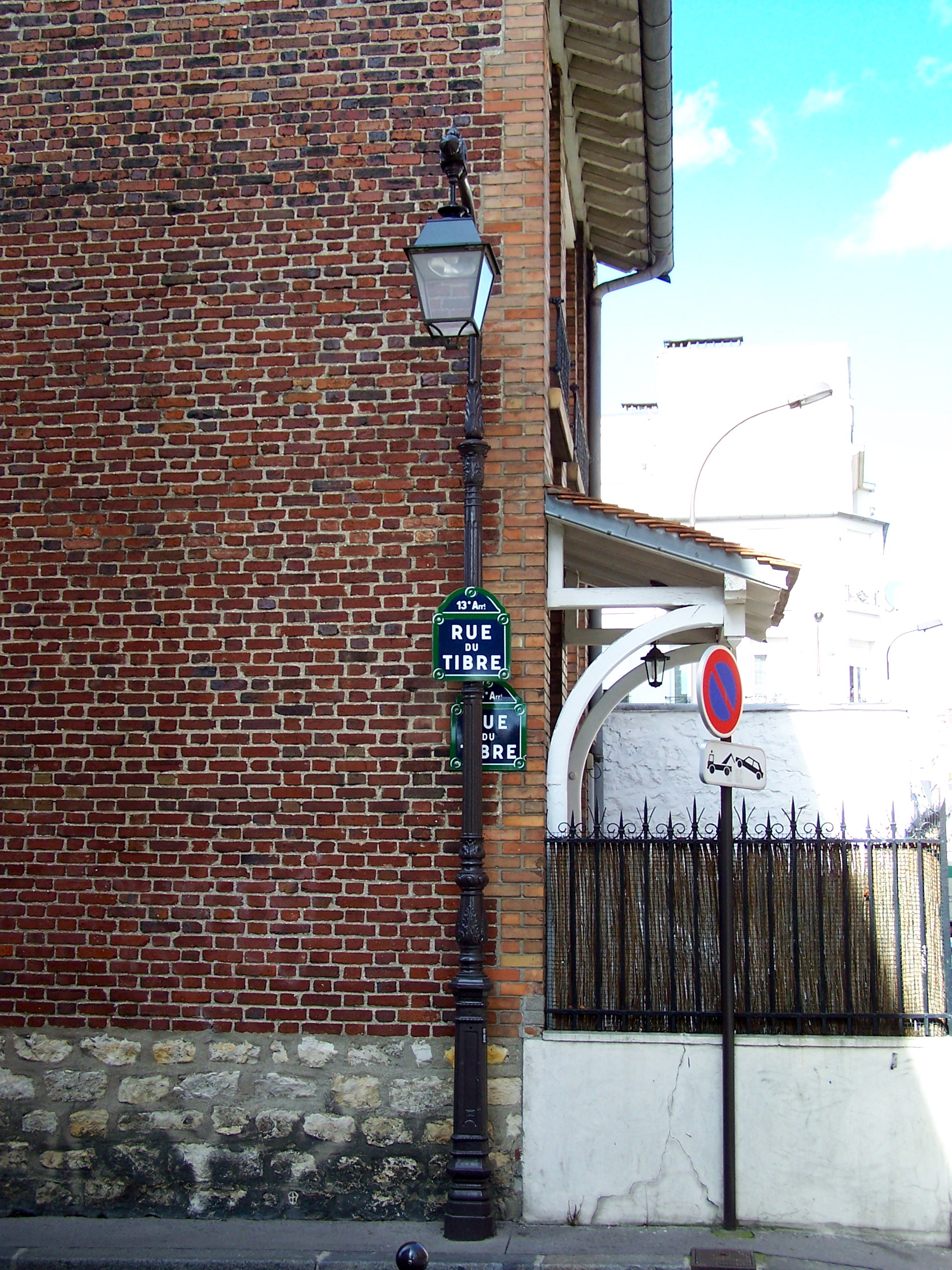
Le début de la rue côté rue du Moulin-de-la-Pointe, avec deux plaques.
Décoration d'une porte de garage.